# Édouard Bureau

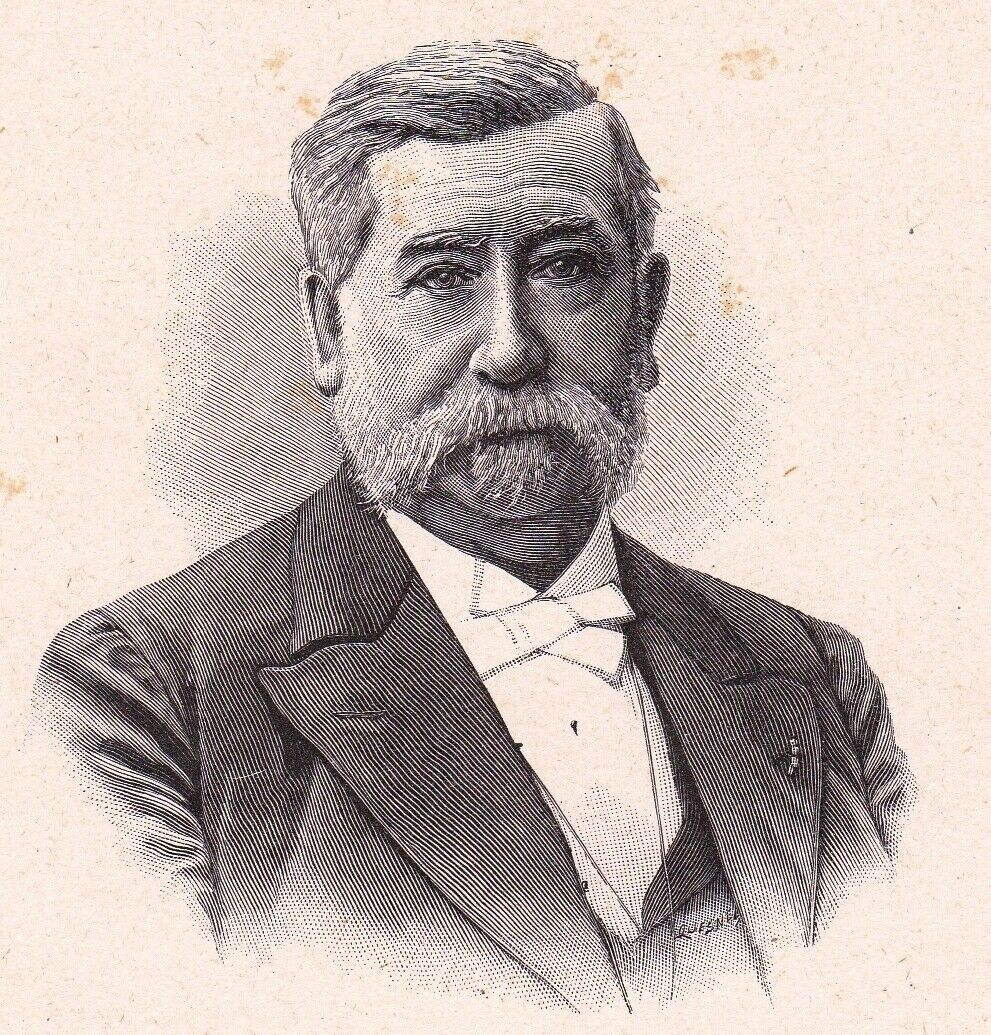
Édouard Bureau

Louis Édouard Bureau (* 25. Mai 1830 in Nantes; † 14. Dezember 1918 in Paris) war ein französischer Mediziner und Botaniker. Sein offizielles botanisches Autorenkürzel lautet „Bureau“.

## Leben und Wirken
Ab 1875 war er Direktor des Herbariums am Muséum national d’histoire naturelle. Von 1874 bis 1905 war er dort Professor. 1875 war er Vorsitzender der Société botanique de France. Er war Mitglied der Académie nationale de médecine und von 1895 bis 1917 Mitglied des Comité des travaux historiques et scientifiques. Ihm folgte 1906 der französische Botaniker Henri Lecomte (1856–1934).
Bureau arbeitete am Werk Dictionnaire de botanique von Henri Ernest Baillon mit. Zum Band XVII (1873) des Werkes Prodromus systematis naturalis regni vegetabilis von Augustin-Pyrame de Candolle schrieb er den Beitrag „Moraceae, Artocarpeae“. Zur Flora brasiliensis von Carl Friedrich Philipp von Martius trug er zusammen mit Karl Moritz Schumann den Teil „Bignoniaceae“ für Band VIII bei.

## Ehrungen
Aufgrund seiner Sammlungen in China ist die Pflanzenart Rhododendron bureavii Franch. nach ihm benannt. Ihm zu Ehren wurde die Gattung Bureava Baill. aus der Familie der Flügelsamengewächse (Combretaceae) benannt.

## Werke
- Monographie des Bignoniacées, …, 1864
- Plantes nouvelles du Thibet et de la Chine occidentale, recueillies pendant le voyage de M. Bonvalot et du prince Henri d’Orléans en 1890, Paris, 1891  (zusammen mit Adrien Franchet).
- De la famille des Loganiacées et des plantes qu’elle fournít a la médecine. 1856.
- Notice sur les travaux scientifiques de M. É. Bureau. 1901, 1864.
- Révision du genre Catalpa. 1894.
- Bassin houiller de la basse Loire. 1910–1914, Etudes des gîtes minéraux de la France
- Notice sur la géologie de la Loire-Inférieure… avec listes des végétaux fossiles 1900